# Asier Etxeandia
Asier Gómez Etxeandia (Bilbao, 27 de juny de 1975) és un actor i cantant basc, la carrera del qual comprèn televisió, teatre i cinema.

## Biografia
Asier Etxeandia va realitzar els seus estudis d'interpretació en una escola biscaïna, de la qual només guarda bon record de dos professors, Eguzki Zubia i Juan Carlos Garaizabal. Recentment comentava els seus inicis, assenyalant que «quan tens 19 anys confies fins al final en els teus mestres i a vegades no estan qualificats, sinó necessitats de la teva admiració. Vaig creure en ells i gairebé em tornen boig. Juguen amb coses personals, és perillós. Vaig aprendre molt del que no cal fer, de com no cal comportar-se en aquesta professió». L'actor es queixava dels mestres que criticaven als alumnes que sortien en la tele. Es recorda d'una professora que va tallar el pèl a un noi perquè no li va agradar la seva actuació. «Ens tenien tan begut el seny que estàvem encantats amb aquell ritual meravellós», sentenciava.
Asier Etxeandia va abandonar el País Basc en establir-se a Madrid amb vint anys. En la capital va arribar a treballar com a encarregat d'un sex shop mentre realitzava els seus estudis d'interpretació. Va anar al programa Uno para todas, (Telecinco) en 1995, presentat per Goyo González, com a concursant. La productora Globomedia el va contractar durant la primera temporada d' Un paso adelante, on va encarnar Beni, un homosexual que ingressava en una acadèmia d'Arts amb l'esperança de convertir-se en un actor. Asier va abandonar la sèrie perquè temia un possible encasellament. Malgrat tot va reconèixer que el seu treball en ella li va obrir portes i conèixer als seus primers amics en la capital, entre ells Natalia Millán.
Natalia Millán va pensar en ell per protagonitzar el musical Cabaret oferint-li el paper de Maestro de Cerimònies, l'encarregat de comentar irònicament els successos que tenen lloc en l'Alemanya dels anys 1930. En aquest muntatge treballaven també Manuel Bandera i Emilio Alonso León. Durant la representació, Asier treia a membres del públic triats a l'atzar, als quals posava en dificultats sobre l'escenari. Per a poder fer el seu treball, Asier es va apartar de la interpretació que va dur a terme Joel Grey en la pel·lícula per a poder fer la seva pròpia creació, sense per això renunciar al caràcter juganer, mal intencionat i capciós del personatge.
En cinema va participar en Los abrazos rotos de Pedro Almodóvar, fent un petit paper de cambrer invident, que no es va arribar a incloure en el muntatge final, però l'escena del qual forma part dels continguts addicionals de la pel·lícula en DVD.

## Filmografia

### Cinema

#### Llargmetratges
- La mirada violeta, com Sergio. Dir. Nacho Pérez de la Paz i Jesús Ruiz (2004)
- El próximo Oriente, com Abel. Dir. Fernando Colomo (2006)
- Café solo o con ellas, com Javi. Dir. Álvaro Díaz Lorenzo (2006)
- Las 13 rosas, com Enrique. Dir. Emilio Martínez Lázaro (2007)
- 7 minutos, com Vicente. Dir. Daniela Fejerman (2008)
- Mentiras y gordas, com Cristo. Dir. Alfonso Albacete (2008)
- King Conqueror, com Pascual Muñoz. Dir. José Antonio Escrivá, Félix Miguel i Pepón Sigler (2009)
- El Capitán Trueno y el Santo Grial, com Hassan. Dir. Antonio Hernández (2011)
- Los días no vividos, com Jaime. Dir. Alfonso Cortés-Cavanillas (2012)
- Musarañas, reparto. Dir. Juanfer Andrés i Esteban Roel (2014)
- Ma ma, reparto. Dir. Julio Medem (2014)
- La novia, com el nuvi. Dir. Paula Ortiz (2015)
- La puerta abierta, com Lupita. Dir. Marina Seresesky (2015)
- Sordo, com Anselmo Rojas. Dir. Alfonso Cortés-Cavanillas (2019)
- Dolor y gloria, com Alberto Crespo. Dir. Pedro Almodóvar (2019)
- Nadie muere en Ambrosia com Barlovento. Dir. Hector Valdez (2020)
- Las Mil vidas por anunciar. Mariana Serensky (2020)

#### Curtmetratges
- ¡After!, com Koldo. Dir. Oskar Bilbao (1996)
- Dame otro final, com un penjat. Dir. Nerea Castro (2000)
- Vértices, com Mario. Dir. Juanan Martínez (2004)
- Unione Europea, com Tomás. Dir. Andrés M. Koppel (2007)
- Final, reparto. Dir. Hugo Martín Cuervo (2007)
- Together, com un home. Dir. Gigi Romero (2009)
- Supercool, com coreògraf sense crèdit. Dir. Hugo Silva (2016)
- Por siempre jamón, repartiment. Dir. Ruth Díaz (2014)
- El pelotari y la fallera, com Asier.

### Televisió
| Any         | Títol                | Canal     | Personatge          | Notes       |
| ----------- | -------------------- | --------- | ------------------- | ----------- |
| 2000        | Plats bruts          | TV3       |                     | 1 episodi   |
| 2002        | Un paso adelante     | Antena 3  | Benito "Beni" López | 13 episodis |
| 2004        | Cuéntame cómo pasó   | TVE       | Mateo               | 5 episodis  |
| 2005        | El comisario         | Telecinco | Óscar               | 1 episodi   |
| 2005        | Los Serrano          | Telecinco | Tomás Cruz          | 1 episodi   |
| 2005        | Motivos personales   | Telecinco | David               | 6 episodis  |
| 2006        | Cartas a Sorolla     | Canal Nou |                     | TV-Movie    |
| 2008        | Cuenta atrás         | Cuatro    | Víctor              | 1 episodi   |
| 2008        | Cuestión de sexo     | Cuatro    | Yago                | 3 episodis  |
| 2008 - 2009 | Herederos            | TVE       | Gorka               | 22 episodis |
| 2009 - 2010 | Los hombres de Paco  | Antena 3  | Blackman            | 9 episodis  |
| 2010        | Vuelo IL 8714        | Telecinco | Emilio              | TV-Movie    |
| 2011        | El ángel de Budapest | TVE       | Barrueta            | TV-Movie    |
| 2012        | La fuga              | Telecinco | Miguel Reverte      | 12 episodis |
| 2013        | Tormenta             | Antena 3  | Carlos              | TV-Movie    |
| 2013        | Amar es para siempre | Antena 3  | Rubén Tudela        | 33 episodis |
| 2014 - 2016 | Velvet               | Antena 3  | Raúl de la Riva     | 47 episodis |
| 2017        | El final del camino  | TVE       | Alfons VI de Lleó   | 7 episodis  |
| 2017 - 2019 | Velvet Colección     | Movistar+ | Raúl de la Riva     | 21 episodis |
| 2020        | La línea invisible   | HBO       | El Ingles           | 8 episodis  |
| 2020        | Sky Rojo             | Netflix   | per anunciar        | 8 episodis  |

### Teatre
- Cabaret (2003-2005)
- El infierno (2005)
- La divina comedia, com Dante Alighieri (2005)
- El sueño de una noche de verano, com Teseu i Oberon. Dir. Tamzin Townsend (2006-2007)
- Barroco, com Valmont (2007)
- Los lunes pueden esperar (2008)
- Hamlet (2009)
- Medea (2009)
- Homero, La Iliada, lectura dramatitzada. Dir. Andrea D'Odorico (2010)
- La avería (2011)
- La chunga. Dir. Joan Ollé (2013)
- El intérprete (2013)

## Discografia
- Musical Cabaret, B.S.O. (2003)
- Un rayo de luz, tema: But the world goes round (2006)
- Obra de teatre El sueño de una noche de verano, temas: Canción de Oberón y Lágrimas de Rocío (2007)
- Pel·lícula Las 13 rosas, tema: J'attendrai (2007)
- Obra de teatre Barroco, B.S.O. (2007)
- Obra de teatre Hamlet, B.S.O. (2009)
- X1FIN: Juntos por el Sahara, tema: Simpathy for the devil, duo amb PPastora (2009)
- El paso trascendental del vodevil a la astracanada, tema: ¿Por qué a mí me cuesta tanto?, duo amb Fangoria (2010)
- Obra de teatre Algo de ruido hace, B.S.O. (2011)
- Col·laboració en la cançó Tercer Mundo del disc Los Viajes Inmóviles de Nach (2014)
- Redención, primera cançó de Mastodonte, duo que forma amb el músic italià Enrico Barbaro (2018)
- Trilogía "Anatomía de un Éxodo", formada per les cançons Malenka, Glaciar i Este Amor.
- Disc "Mastodonte" compost per Mastodonte, grup format per Asier Etxeandia i Enrico Barbaro.
- "Simplemente Perfecto" cançó principal de la BSO de la pel·lícula "Sordo".

## Premis i nominacions
Premis Grammy Llatins
| Any  | Categoria                          | Resultat |
| ---- | ---------------------------------- | -------- |
| 2019 | Millor vídeo musical versió llarga | Nominat  |

Premis Goya
| Any  | Categoria                 | Pel·lícula     | Resultat |
| ---- | ------------------------- | -------------- | -------- |
| 2019 | Millor actor secundari    | Dolor y gloria | Nominat  |
| 2015 | Millor actor protagonista | La novia       | Nominat  |

Premis Platino
| Any  | Categoria                               | Pel·lícula       | Resultat |
| ---- | --------------------------------------- | ---------------- | -------- |
| 2018 | Millor interpretació masculina en sèrie | Velvet Colección | Nominat  |

Fotogramas de Plata
| Any  | Categoria                 | Obra          | Resultat  |
| ---- | ------------------------- | ------------- | --------- |
| 2016 | Millor actor de televisió | Velvet        | Nominat   |
| 2014 | Millor actor de televisió | Velvet        | Nominat   |
| 2013 | Millor actor de teatre    | El Intérprete | Guanyador |
| 2003 | Millor actor de teatre    | Cabaret       | Nominat   |

Unión de Actores
| Any  | Categoria                           | Obra          | Resultat  |
| ---- | ----------------------------------- | ------------- | --------- |
| 2015 | Millor actor protagonista de cinema | La novia      | Nominat   |
| 2015 | Millor actor secundari de televisió | Velvet        | Guanyador |
| 2013 | Millor actor protagonista de teatre | El intérprete | Guanyador |
| 2011 | Millor actor protagonista de teatre | La avería     | Guanyador |
| 2007 | Millor actor protagonista de teatre | Barroco       | Nominat   |
| 2003 | Millor actor revelació              | Cabaret       | Guanyador |

Premis Max
| Any  | Categoria                 | Obra de teatre | Resultat    |
| ---- | ------------------------- | -------------- | ----------- |
| 2012 | Millor actor protagonista | La avería      | Guanyador   |
| 2009 | Millor actor protagonista | Barroco        | Nominat     |
| 2005 | Millor actor protagonista | Infierno       | Precandidat |

Premis Ercilla
| Any  | Categoria                           | Obra de teatre | Resultat  |
| ---- | ----------------------------------- | -------------- | --------- |
| 2009 | Millor actor protagonista de teatre | Barroco        | Guanyador |

Festival de Cinema de Màlaga
| Any  | Categoria                                     | Obra de teatre | Resultat  |
| ---- | --------------------------------------------- | -------------- | --------- |
| 2009 | Premi Renfe a nous valors del cinema espanyol | 7 minutos      | Guanyador |